# Nacionalni park Darién
Nacionalni park Darién (šp. Parque Nacional Darién) je najveći nacionalni park (površine 5.790 km²) u Panami. Smješten je između gorja Serranía del Darién, 16 km od i paralelno s karipskom obalom i uz pacifičku obalu, u istoimenoj najjužnijoj panamskoj pokrajini Darién, oko 325 km zapadno od grada Panamá. Park se proteže gotovo cijelom južnom granicom Paname s Kolumbijom (80%), te se nastavlja na nacionalni park Los Katíos u Kolumbiji.
Park površine 7.000 km² je osnovan 1972. godine, a 1980. je proglašen za nacionalni park veličine 8.593,33 km², čiji je dio upisan na UNESCO-ov popis mjesta svjetske baštine u Sjevernoj Americi 1981. godine, a 1983. je postao UNESCO-ov rezervat biosfere.

## Odlike
U NP Darién nalaze se planine Darién, Sapo, Jungurudo i Pirre, te gorje Jurado i porječja rijeka Tuira, Balsas, Sambu, Jaqué i dio rijeke Chucunaque. Park je strašno nedostupan i do njega se može doći samo čamcem ili teškim kamionima.
U geološkoj prošlosti je ovaj dio Amerike nekoliko puta bio na morskom dnu i posljednji put je izronio na početku pleistocena. Pacifička plima snažno tjera morsku vodu uzvodno u korita rijeka Chucunaque i Tuira, a erozija je oblikovala njegove stijene s mnogim procijepima i klancima.
Zahvaljujući zemljopisnom položaju između Srednje i Južne Amerike u njemu postoje raznolika staništa: pješčane plaže, stjenovite obale, šume mangrova, slatkovodne močvare, šume palmi i tropske kišne šume. Monsunske šume imaju visinu od oko 40 m, s ponekim stablima visokima i do 50 m, a najbujnije su šume drveta cuipo i cativo. Na visinama iznad 200 m javlja se i planinska šuma jedinstvenih ekosustava poput šume patuljastih borova zbog konstantnih oblaka (Cerro Pirre).
Fauna u NP Darién je iznimno raznolika i tu obitavaju rijetke vrste sisavaca kao što su: jaguar, ocelot, kolumbijski divlji pas (Speothos venaticus), kapibara, bairdov tapir (Tapirus bairdii), bjelousni pekari (Tayassu pecari), glodavci aguti, noćni majmuni, urlikavci (Alouatta) i smeđoglavi pauk-majmun (Ateles fusciceps fusciceps), te druge životinje kao što su: orao harpija i druge ptice, te američki krokodil i kajman naočar. 
Područje je također arheološki i antropološki jako bogato i u njemu živi oko 1.000 pripadnika plemena Chocó (Embera) i oko 200 Kuna Indijanaca. Zbog kolonizacije ovih prostora (Kristofor Kolumbo je posjetio ovo područje još 1502., a 1510. su Španjolci osnovali danas nestalo naselje Santa Maria la Antigua del Darién), većina autohtonih stanovnika se odselila i očuvanje indijanske kulture je jedan od prioriteta uprave nacionalnog parka.

## Vanjske poveznice
- Nacionalni park Darién[neaktivna poveznica] na protectedplanet.net (engl.)
- Smithsonian Institution, Centre of Plant Distribution (engl.)
- Galerija fotografija  Arhivirana inačica izvorne stranice od 30. prosinca 2011. (Wayback Machine)